# Crystal Carson
Crystal Carson (Spalding, 24 juni 1967) is een Amerikaanse actrice.
Carson is het meest bekend met de rol van Julia Barrett in de soapserie General Hospital. Ze maakte haar filmdebuut met de horrorfilm The Zero Boys en verscheen in de populaire soapserie Dallas. Sinds 1995 is Carson ook actief als acteerdocent in Los Angeles en Londen. In 2005 was ze dialoogcoach voor de Amerikaanse misdaadserie The Inside. In 1993 werd Carson genomineerd voor een Soap Opera Digest Award in de categorie Outstanding Female Newcomer met de soapserie General Hospital.

## Filmografie

### Film
| Jaar | Titel                        | Rol             |
| ---- | ---------------------------- | --------------- |
| 1986 | The Zero Boys                | Trish           |
| 1987 | Who's That Girl              | Denise          |
| 1990 | Cartel                       | Donna Grey      |
| 1990 | Hollywood Heartbreak         | Julie           |
| 1991 | Killer Tomatoes Strike Back! | Kennedi Johnson |
| 1993 | Kiss and Be Killed           | Nora            |

### Televisie
| Jaar      | Titel                | Rol              | Opmerkingen                   |
| --------- | -------------------- | ---------------- | ----------------------------- |
| 1987      | Thirtysomething      | Moeder           | afl. "Weaning"                |
| 1988      | Simon & Simon        | Tawney Aldridge  | afl. "Cloak of Danger"        |
| 1989      | Dallas               | Sue Ellen Ewing  | 5 afleveringen                |
| 1989      | Alien Nation         | Celeste          | afl. "Fountain of Youth"      |
| 1990      | Cheers               | Ingrid           | afl. "Finally!: Part 1"       |
| 1990      | Charles in Charge    | Penny Hennesy    | afl. "Almost Family"          |
| 1991      | Shades of LA         | Heather          | afl. "Ten Little Thespians"   |
| 1991      | Midnight Caller      | Crystal DeKanter | afl. "Play Blotto... and Die" |
| 1991-1998 | General Hospital     | Julia Barrett    | 188 afleveringen              |
| 1994      | Ellen                | Gwen             | afl. "Mrs. Koger"             |
| 1995      | Misery Loves Company | Linda            | 2 afleveringen                |
| 2002      | JAG                  | Cmdr. Carpenter  | 3 afleveringen                |
| 2015      | Club 5150            | Lydia            | 4 afleveringen                |